# Teatre romà de Dougga

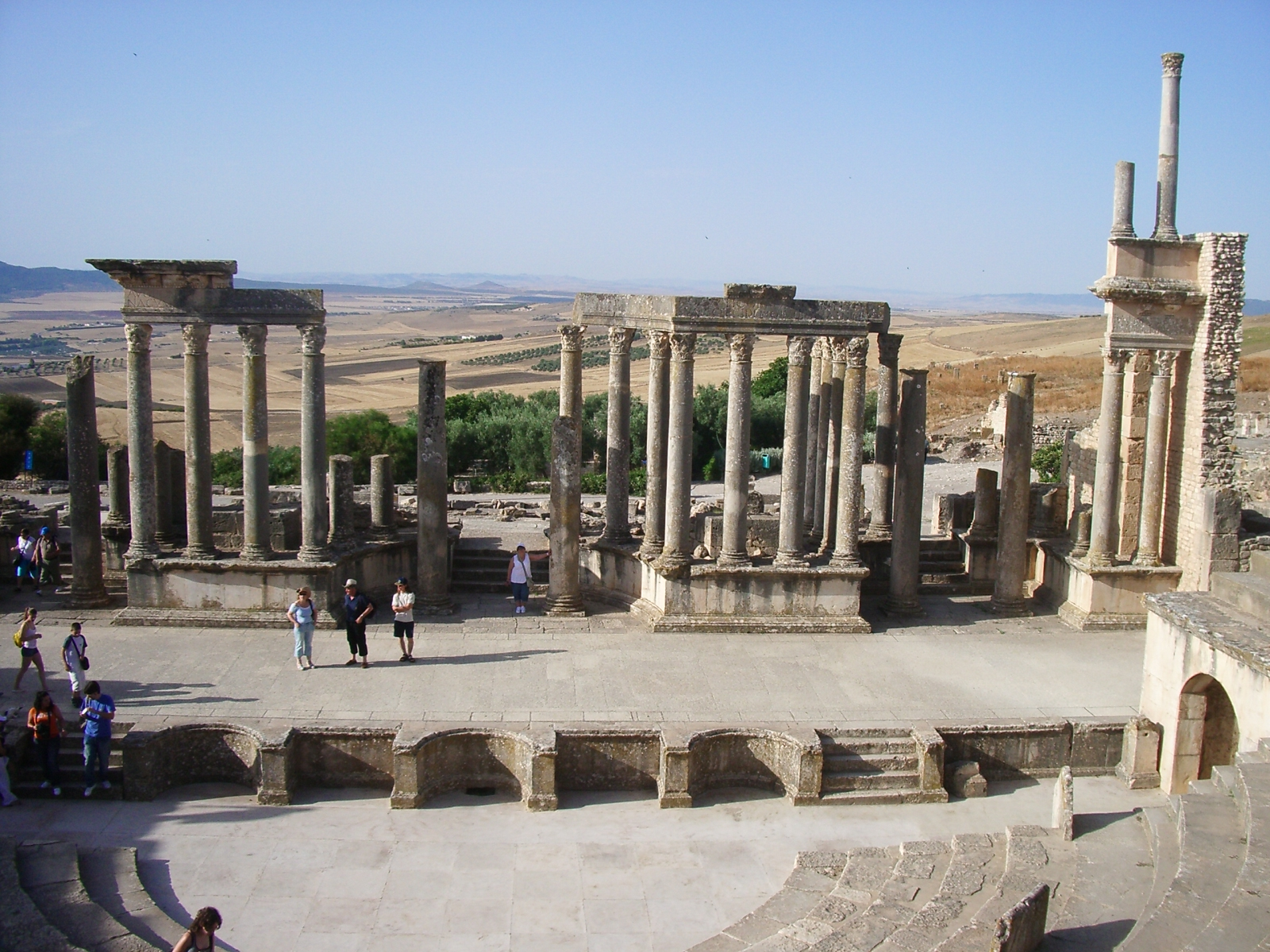
El teatre romà de Dougga (Tunísia)

El teatre de Dougga és un teatre romà situat a l'est del jaciment arqueològic de Dougga, a Tunísia, que va ser construït vers el 168 o 169 i és dels millors conservats de l'Àfrica romana. Podia acollir 3.500 espectadors quan la ciutat tenia uns 10.000 habitants, en el seu període de major esplendor. Fou construït a costa de Publi Marci Quadrat, flamini perpetu del culte imperial. Es compon d'una càvea (19 grades en tres plantes dividides per passos de circulació), una orquestra i una escena.
Actualment, es fa servir encara com a teatre i s'hi representen algunes peces clàssiques durant el festival de Dougga.
Un teatre més petit, conegut com a teatre del Culte, on es desenvolupaven les cerimònies lligades al culte de Liber Pater, es troba a la vora dels temples de Concòrdia, Frugifer i Liber Pater. Té accés per una porta al mur del complex dels Gabinii (vegeu temples menors de Dougga) i, per una escala (que ja no existeix), es baixava a una galeria a la part superior de la càvea. No tenia escena, però sí orquestra, que tenia forma d'un segment de cercle. A sota, s'han trobat restes d'edificacions númides.